# Vir (otok)
Otok Vir (talijanski Puntadura) je otok u Hrvatskoj. Nalazi se sjeverozapadno od grada Nina, a odvojen od kopna kod mjesta Privlaka plitkim gazom. Gaz je za vrijeme Austro-Ugarske prokopan kako bi mogli kroz njega prolaziti manji brodovi. Na tom najbližem položaju prema kopnu, izgrađen je most na 11 stupova sedamdesetih godina 20. stoljeća.
Osim samoga naselja Vir, na otoku se nalaze zaseoci: Torovi, Lozice i Kozjak. Najviši vrh Vira je Barbinjak, 116 m n/m. Otok je slabije razveden.
Na sjeveroistočnom pogledu s Vira proteže se otok Pag, a jugozapadni pogled gleda na Virsko more i otoke Ugljan, Sestrunj, Rivanj, Molat i Ist.
Na otoku Viru, u zaljevu Kozjak nalaze se ostaci stare mletačke tvrđave iz 17. stoljeća.

## Poveznice
- Vir (općina)

## Vanjske poveznice
- otok-vir.info, prvi portal otoka Vira

### Ostali projekti
|  | Zajednički poslužitelj ima još gradiva o temi Vir (otok) |